# Norbert Lang (Ingenieur)

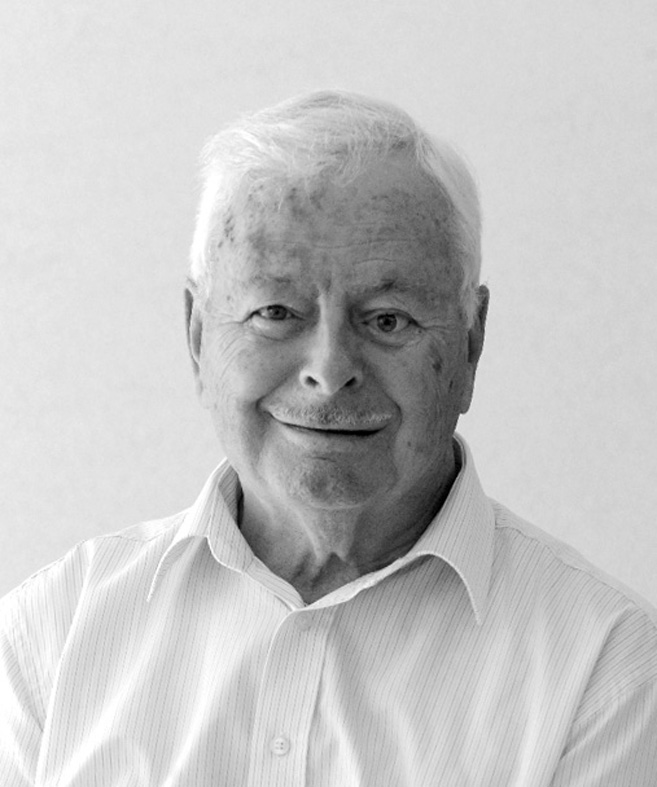
Norbert Lang

Norbert Lang (* 10. Oktober 1934 in Aarau) ist ein schweizerischer Ingenieur, Industrie-Historiker, Dozent und Buchautor.

## Leben
Norbert Lang absolvierte eine Lehre als Maschinenzeichner bei der Oltener Lastwagenfabrik Berna. Später studierte er Maschinentechnik am zweisprachigen (D/F) Technikum in Biel (FH). Als junger Ingenieur war er bei der Brown Boveri & Cie. (BBC) in Baden in der Gasturbinenentwicklung tätig.
An der Universität Zürich absolvierte er eine Weiterbildung als technischer Fachlehrer. Nach dem Abschluss der Weiterbildung wurde er Leiter der BBC Konstrukteurschule. Nach seinem Engagement als Dozent an der Schweizerischen Fachschule für Betriebstechnik Zürich wurde er an die BBC zurückberufen. Er wurde zum Leiter der BBC (später ABB) Technikerschule ernannt. Norbert Lang hat die Schule massgeblich geprägt und zu einer renommierten Weiterbildungsinstitution weiterentwickelt. Er war von 1974 bis 1990 Rektor der Schule. Als letzte offizielle Etappe in seinem beruflichen Werdegang unterstützte er die Kommunikationsabteilung  der ABB Schweiz als Leiter für das historische Firmenarchiv, welches er ausbaute und professionalisierte. Bis zu seinem 70. Lebensjahr als Berater für die ABB Schweiz tätig.
Norbert Lang hat mehrere Bücher und rund fünfzig Fachaufsätze publiziert.

## Familie
Norbert Lang wurde als ältestes Kind von Paul Lang aus Oftringen und Berta, geborene Lang aus Wien geboren. 1959 heiratete er Eva, geborene Mersing aus Olten. Sie haben zusammen zwei Söhne: Thomas (* 1960) und Rainer Matthias (* 1965).

## Publikationen

### Bücher
- Johann Georg Bodmer (1786–1864), Maschinenbauer und Erfinder. Schweizer Pioniere der Wirtschaft und Technik, Band 45. Zürich, 1987
- Rudolf Weber (Hrsg.): Beiträge der Schweiz zur Technik. Oberbözberg, 1991. (Kapitel Energietechnik und Maschinenbau)
- Charles E. L. Brown und Walter Boveri, Gründer eines Weltunternehmens. Schweizer Pioniere der Wirtschaft und Technik, Band 55. Meilen, 1992 / 2000, ISBN 978-3-90905-901-0
- Die Elektrogyro-Lokomotive des Gonzenbergwerks. Sargans, 1994
- Faszination Wasserkraft; Technikgeschichte und Maschinenästhetik. Mit Fotos von Roland Mosimann. Baden, 2003, ISBN 978-3-906419-52-7
- Aurel Stodola, 1859–1942, Wegbereiter der Dampf- und Gasturbine. Schweizer Pioniere der Wirtschaft und Technik, Band 75. Meilen, 2003
- Zum Stand der Technik um 1905 / 100 Jahre Technik / 100 Jahre Swiss Engineering  In: Margrith Raguth (Hrsg.). Motte im Datenkleid, Wabern/Bern, 2005
- IndustrieWelt. Historische Werkfotos der BBC 1890 – 1980. Co-Autor Tobias Wildi. Zürich, 2006, ISBN 978-3-03-823272-8

### Fachaufsätze (Auswahl)
- Der Konstrukteur –  ein Berufsbild im Wandel. Schweizerische Technische Zeitschrift 25/26 1977
- Industriearchäologie und Didaktik. Industriearchäologie 4/1981
- Theorie und Praxis in der Festigkeitslehre 1770–1830. Ferrum 56/1985
- Charles Babbage – ein Computerpionier in der Dampfmaschinenära. Technische Rundschau 19/1988
- Elektrische Maschinenindustrie in der Schweiz – vom Nachbau zur Eigenentwicklung. In: David Gugerli (Hg.): Allmächtige Zauberin unserer Zeit. Zürich 1994
- Dem Experiment verpflichtet. Michael Faraday und die Entdeckung der Elektrodynamik. Geschäftsbericht der Motor-Columbus AG Baden, 2003
- Von Dampfmaschinen zur Industrial IT. Swiss Engineering 5/2003
- Die Stärke macht den Unterschied. André-Marie Ampère und die Theorie des Elektromagnetismus. Geschäftsbericht der Motor-Columbus AG Baden, 2004
- Spannende Geschichte. Eine lange Tradition in der elektrischen Eisenbahntechnik. ABB Technik 2/10
- Wie Baden zur Elektropolis wurde. Schweisstechnik/Soudure 05/2010
- Rolf Wideröe und das Betatron. SPG Mitteilungen Nr. 35 / 2011
- Eine kurze Geschichte der Energiespeicherung. TEC21 38 / 2012
- Aus der Frühzeit der Schweizer Elektroindustrie. Bulletin SEV/VSE 4S/2014
- Der Schöpfer des Verbundnetzes. Leben und Werk von Agostino Nizzola. Bulletin SEV/VSE 5/2015
- E-Lok ohne Fahrdraht. Die Gasturbinenloks der BBC. Modelleisenbahner 12/2021